# Récsei Ede
Récsei Ede (Zsámbék, 1868. március 15. – Kolozsvár, 1927. május 26.) ifjúsági író.

## Életútja
Mint a Kegyes Tanítórend tagja tanulmányait Kolozsvárt végezte. 1893-ban pappá szentelték, ezt követően rövid ideig belső rendi beosztást kapott Kecskeméten. Nagykárolyba helyezése után tanári és plébánosi működése mellett tevékeny részt vett a város művelődési életében is; évtizedekig ő volt a helybeli Kölcsey Egyesület elnöke. Szenvedélyes utazó létére ismételten bejárta Európa jelentősebb művelődési központjait. Harminckét évi tanári működés után 1924 őszén került Kolozsvárra, ahol a római katolikus főgimnáziumban francia, magyar és német nyelvet tanított, s a Szent József Fiúnevelő Intézet (diákotthon) igazgatója volt. Rövid kolozsvári működése idején tanítványai az 1925-26-os tanévben előadták Diáktípusok című énekes vígjátékát. Jókai diákéveiről ötfelvonásos életképet (A diák Jókay), a kolozsvári piarista gimnázium 1926. június 13-án tartott öregdiáktalálkozójára, amelyet a Kegyesrend városba költözésének 150. évfordulójának a tiszteletére rendeztek, alkalmi ódát írt. A Jóbarát, Pásztortűz és Véndiákok Lapja állandó munkatársa volt. Tisztelői és egykori hálás tanítványai – a korabeli sajtóvisszhangok tanúsága szerint – 1927. május 28-i házsongárdi temetését valóságos közművelődési eseménnyé változtatták.
Önállóan megjelent művei: 
- Erzsébet királyné hazai turista útjai. A Magyar Tanítók Turista Egyesülete által 200 koronával kitüntetett pályamű. Budapest 1904.
- A diák Jókay. Életkép 5 felvonásban. Kolozsvár 1926.